# Hockey Club de Caen
Le Hockey Club de Caen est un club français de hockey sur glace fondé en 1968 qui évolue en Division 1, le deuxième  échelon national français après la ligue Magnus.
Anciennement surnommés les Léopards, les joueurs sont depuis 2001 connus comme les Drakkars de Caen. Jaroslav Prosvic en est l'entraîneur depuis 2024.

## Historique

Les Léopards surnom du club de 1969 à 2001.

### Des débuts prometteurs
Le Hockey Club de Caen naît en 1968. En 1976, le club monte pour la première fois de son histoire en National B (2d échelon national) et réalise l’exploit de parvenir en finale de la coupe de France. L'équipe normande s'incline lors de cette finale contre les Aigles de Saint Gervais.
En 1977, l'équipe senior accède au plus haut niveau du hockey sur glace français (Nationale A) à la suite d'une série de matchs de barrages contre Tours, Briançon et Lyon, à Orléans. L'apprentissage est rude et le H.C.C. doit se contenter de la 10e place. Dernier du championnat, le club est logiquement relégué en Nationale B.
L'équipe fanion remporte le titre de champion de France de Nationale B en 1979 après 17 victoires en 18 matchs, et accède à nouveau à la Nationale A au terme d’une série de matchs de barrage contre Gap, Villard-de-Lans, Croix et les Français volants de Paris. Cette fois les Caennais parviennent à se maintenir en terminant 6e de la saison 1979-1980, ce qui les qualifie pour la poule finale.

### L'incapacité à se maintenir dans l'élite
En 1982, le club caennais est relégué mais fait son retour dès la saison suivante. Rebelote en 1984, mais le club est repêché à la suite du dépôt de bilan d'Épinal (qui ne l'avait devancé en poule de promotion/relégation qu'à la différence de buts), et en 1985. Cette fois le club tarde à remonter en Nationale 1A, réduite de douze à dix équipes en 1986-1987. C'est chose faite pour la saison 1989-1990. Si l'équipe remporte le trophée Marcel-Claret, récompensant le meilleur esprit sportif, elle termine largement dernière et retrouve le 2e échelon, rebaptisé « Division 1 ».
En 1992, le club, qui accuse un déficit de 1,25 million de francs, dépose le bilan. Il se trouve cependant repêché en Nationale 2, sorte de 4e division dont il termine à la 2e place, seulement devancé par Brest, qui monte alors un club très ambitieux. En 1994, le club remporte la Nationale 2 après un duel particulièrement serré avec Cherbourg et se trouve promu en… Nationale 1B.

### Le chant du cygne des Léopards
En 1998, Caen est finalement champion de Nationale 1 (l'ancienne Nationale 1B) en battant Nantes en finale et gagne son billet pour le premier niveau du hockey français, renommé « Ligue Élite ». En 1999, les Caennais terminent à la 6e place de la saison régulière.

#### Vice-champion de France et vainqueur de la Coupe de France 2000

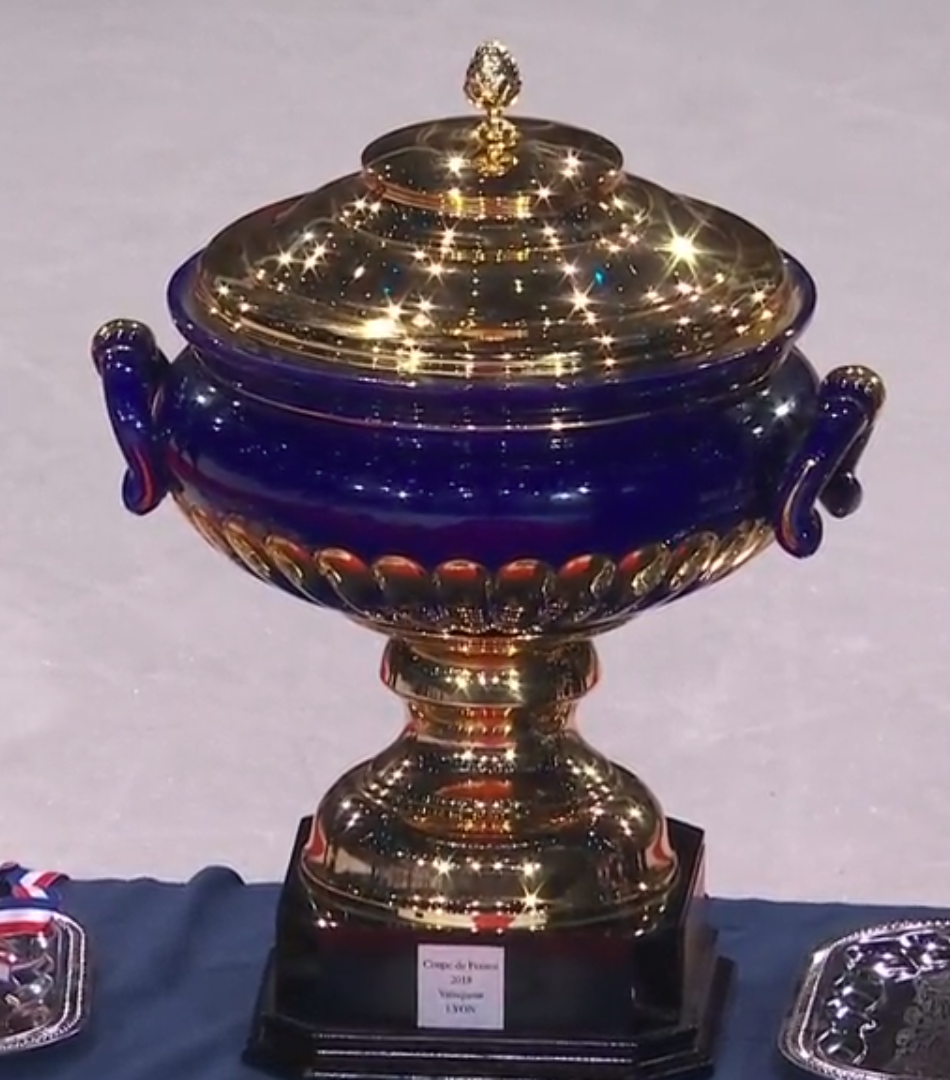
Les Léopards de Caen remportent la Coupe de France en 2000.

La saison 1999-2000 est la plus faste pour les Caennais qui dispose d'un budget de 5,50 MF grâce notamment au groupe pharmaceutique allemand Bayer.
L’équipe a alors une forte connotation finlandaise par son entraîneur Heikki Leime, son gardien Juha Virenius, ses défenseurs Ari Lehmusvuori, Jukka Ollila, Kai Rautio et ses attaquants Jouni Lahtinen, Ville Mikkonen et Mika Paananen.
Le club termine à la 2e place de la saison régulière, dominée de justesse par les Flammes bleues de Reims.
Vainqueur en play-offs des Lions de Lyon puis des Dragons de Rouen (au bout d'une séance de tirs de fusillade après le 5e et dernier match), les Léopards de Caen s'inclinent en finale en match aller-retour face aux Flammes bleues de Reims avec une défaite à Caen (1-3) puis une victoire à Reims (0-1).
Le HCC remporte cependant cette même saison son premier titre national : la coupe de France après fait tomber les Dragons de Rouen en finale (4-1, buts de Jean-Christophe Filippin, Rodolphe Garnier, Jason Melong et Jouni Lahtinen).
Pour la saison suivante,
Heikki Leime quitte le club pour prendre en charge de l'Équipe de France. Les Léopards perdent leur sponsor Bayer et enregistrent alors plusieurs départs importants dont notamment : Juha Virenius à Bolzano, Mika Paananen à Jyväskylä, Jimmy Provencher à Rauma, Jason Melong à Vojens et Kai Rautio à Hämeenlinna.
Grâce à sa victoire en coupe de France, Caen accède pour la première fois de son histoire à la Coupe d'Europe lors de la saison 2000-2001. Facile vainqueur des Néerlandais de Nimègue et des Espagnols de Saint-Sébastien, les Caennais sont éliminés par les Danois d'Herning.
En championnat le club normand termine à une plus modeste 8e place, et se voit à l'intersaison forcé d'abandonner sa place pour des raisons financières.

### La reconstruction des Drakkars

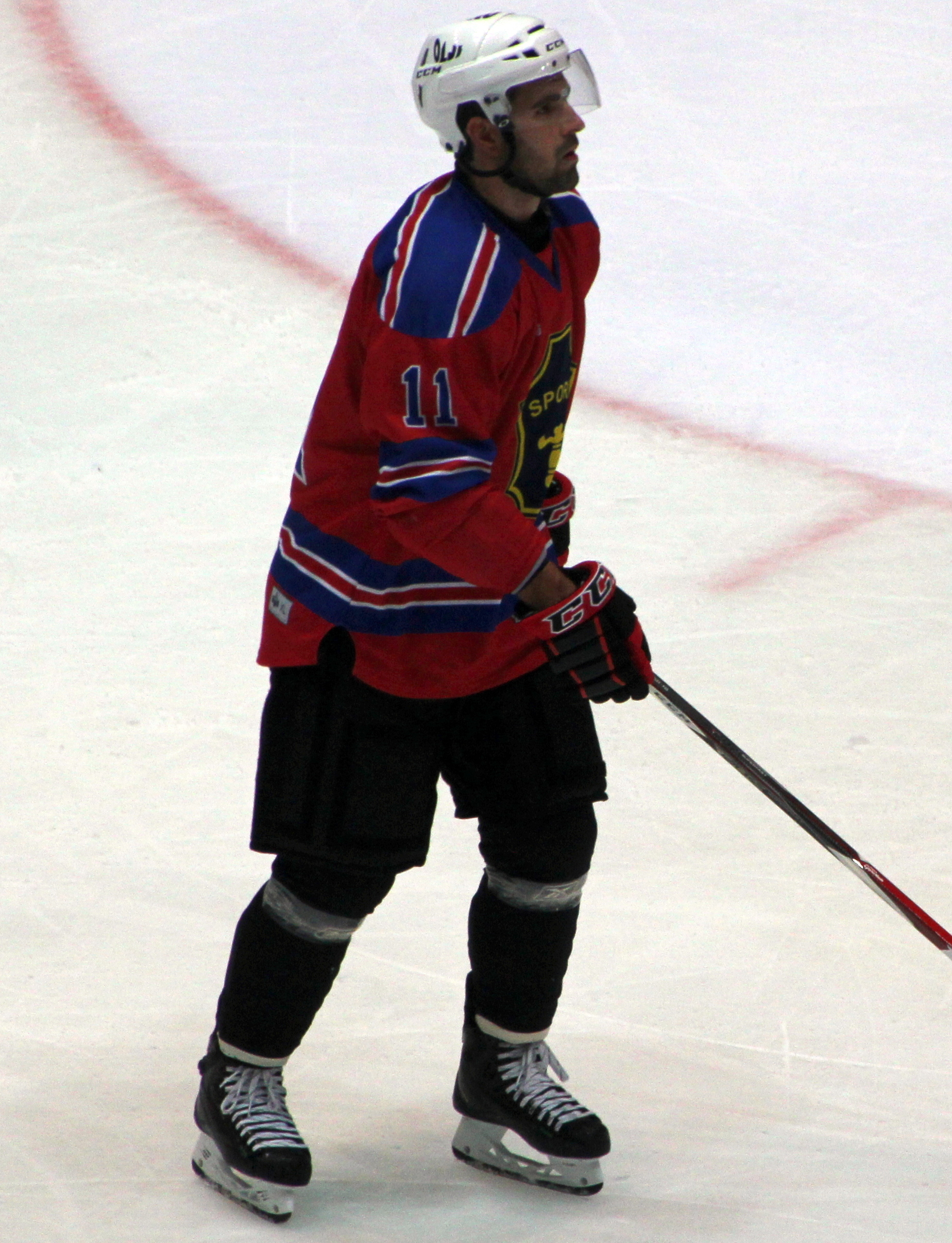
Damien Fleury
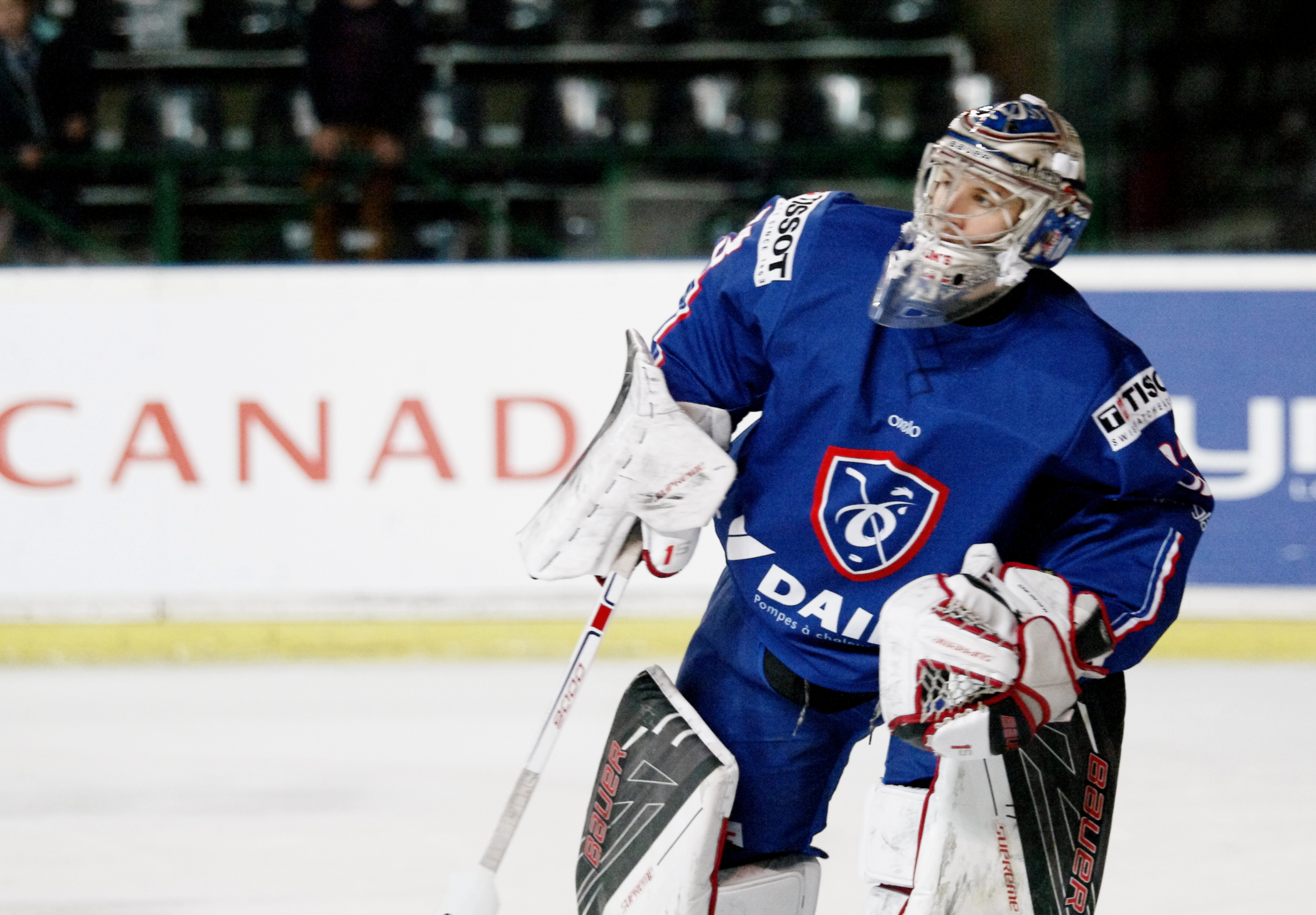
Ronan Quemener

En 2001 Caen doit repartir en Division 3, et l'équipe est rebaptisée Drakkars. Le club est promu en D2 pour sa première saison, puis en D1 l'année suivante après un barrage victorieux face à Valence. Lors de la saison 2004-2005, les Drakkars sont vice-champions de D1 et remportent leurs matchs-barrage contre l'équipe de Clermont-Ferrand. Après quatre ans dans les divisions inférieures ils renouent avec le haut niveau, devenu « Ligue Magnus ».
L'aventure dure trois saisons : en 2006, Caen, qui bénéficie de l'éclosion de Damien Fleury, vainqueur du trophée Jean-Pierre-Graff récompensant le meilleur jeune du championnat, est 12e sur 14 ; en 2007, 11e ; en 2008, 14e et relégué après un barrage de maintien perdu de justesse face à Chamonix. La saison suivante, Caen repart de plus belle et termine vice-champion de D1, seulement devancé par Gap. L'année suivante, en avril 2010, Caen domine la saison régulière de Division 1 et retrouve sa place en Ligue Magnus en battant Brest en finale.
Depuis le club caennais lutte pour son maintien : en 2011 il termine 13e et remporte le barrage de maintien face à l'Avalanche Mont-Blanc (3 matchs à 1), en 2012 12e avec neuf victoires en 26 rencontres. En 2013 et 2014, les Drakkars terminent 14e et derniers de la poule régulière mais parviennent à se sauver en barrage de maintien, respectivement contre Mulhouse (3 matchs à 0) et Brest (4 matchs à 3), les deux promus.
La saison 2014-2015 débute difficilement avec les blessures de plusieurs joueurs « cadres » mais l'arrivée de deux nouveaux joueurs et le retour des blessés permet à l'équipe de garder espoir de jouer les séries.

## Logo

Évolution du logo
Logo des Drakkars jusqu'en 2018
Logo des Drakkars depuis 2018

## Palmarès

### Coupe Magnus
Le détail des finales jouées est présenté dans le tableau ci-dessous :
| Saison    | Adversaire              | Résultat                                | Vainqueur               | Commentaire                  |
| --------- | ----------------------- | --------------------------------------- | ----------------------- | ---------------------------- |
| 1999-2000 | Flammes bleues de Reims | Défaite à Caen 1-3 Victoire à Reims 0-1 | Flammes bleues de Reims | Finale en match aller-retour |

### Compétitions nationales

#### Hockey majeur
- Coupe de France : Vainqueur en 2000

| Date de la finale | Vainqueur        | Score | Finaliste        | Lieu de la finale                                                 |
| ----------------- | ---------------- | ----- | ---------------- | ----------------------------------------------------------------- |
| 14 mars 2000      | Léopards de Caen | 4 - 1 | Dragons de Rouen | Patinoire olympique de Boulogne-Billancourt, Boulogne-Billancourt |

- Division 1 : Champion en 1979, 1989, 1994, 1998, 2010
- Division 3 : Champion en 2022  rés.

#### Hockey mineur
- Championnat de France U18 excellence : Champion en 2003

### Prix et récompenses de la Ligue Magnus
Trophée Jean-Pierre-Graff
Il récompense le meilleur espoir de la saison et a été décerné la première fois en 1981.
- 2000 : Brice Chauvel
- 2006 : Damien Fleury

## Équipe
| No    | Nom                  | Nat. | Position       | Arrivée                           |
| ----- | -------------------- | ---- | -------------- | --------------------------------- |
| +092, | Eliot Regnier        |      | Gardien de but | Formé au club                     |
| +033, | Ronan Quemener       |      | Gardien de but | 2019 - Aalborg Pirates            |
| +003, | Jonathan Janil – A   |      | Défenseur      | 2020 - Boxers de Bordeaux         |
| +004, | Thomas Carminati     |      | Défenseur      | 2022 - Diables Rouges de Briançon |
| +019, | Pierre-Antoine Devin |      | Défenseur      | 2018 - Gamyo Épinal               |
| +026, | Gabriel Lehmann      |      | Défenseur      | 2023 - Angers U20                 |
| +044, | Liam Markhauser – A  |      | Défenseur      | 2023 - Tulsa Oilers               |
| +011, | Alexandre Mulle – C  |      | Attaquant      | 2023 - Boxers de Bordeaux         |
| +055, | Alix Bellanger       |      | Défenseur      | 2022 - HC74 U20                   |
| +088, | Marc-Antoine Pépin   |      | Défenseur      | 2023 - Trois-Rivières Lions       |
| +010, | Titouan Lanes        |      | Attaquant      | Formé au club                     |
| +007, | Filip Hudak          |      | Attaquant      | 2023 - Kaunas City                |
| +021, | Quentin Berthon      |      | Attaquant      | 2023 - Corsaires de Nantes        |
| +022, | Matthias Pibernus    |      | Attaquant      | 2023 - Angers U20                 |
| +024, | Pierre Chauvel       |      | Attaquant      | Formé au club                     |
| +020, | Tommi Niskanen       |      | Attaquant      | 2023 - Dunaújvárosi Acélbikák     |
| +098, | Emmanuel Alvarez     |      | Défenseur      | 2023 - Caen                       |
| +009, | Paul Montean         |      | Attaquant      | 2023 - Boxers de Bordeaux U20     |
| +008, | Matias Pognant       |      | Attaquant      | 2020 - HC74 U17                   |
| +074, | Matéo Bussat         |      | Attaquant      | 2023 - Dragons de Rouen U20       |
| +037, | Samy Paré            |      | Attaquant      | 2023 - ESC HaBfurt                |
| +091, | Adam Maheut          |      | Attaquant      | Formé au club                     |

Entraîneur : Jaroslav Prosvic

## Les supporters
Deux clubs de supporters encouragent les Drakkars de Caen. Il s'agit du KOP des Drakkars de Caen et des Fanatics de Caen.

Logo du KOP.
Logo des Fanatics.